# 精河站
精河站是位于新疆维吾尔自治区博尔塔拉蒙古自治州精河县精河镇的一座铁路车站，为北疆铁路车站及精伊霍铁路起点站。邮政编码833300。车站建于1990年，现办理客货运业务，车站及其各方向上下行区间均为电气化区段。车站距离乌鲁木齐站401公里，隶属乌鲁木齐局集团奎屯车务段，是四等站。